# Беспорядки в квартале Гази
Беспорядки в квартале Гази (тур. Gazi Mahallesi olayları) — произошли в марте 1995 года в квартале Гази, рабочем квартале входившем в округ Стамбула Газиосманпаша (сейчас округ Султангази), большинство населения которого составляли алевиты. Беспорядки были спровоцированы обстрелом неизвестных лиц, после этого в течение четырёх дней в квартале происходили столкновения протестующих с полицией и армейскими подразделениями. Всего в результате беспорядков погибло 23 человека, более 1400 получили ранения.

## Предыстория
Вечером 12 марта 1995 года три кафе и кондитерская были обстреляны неизвестными лицами из проезжавшего рядом такси. После обстрела преступники убили таксиста, перерезав ему горло, и сожгли машину. В результате обстрела погиб 61-летний религиозный лидер алевитов Халил Кайа, ещё 25 человек были ранены, пять из них тяжело.

## Беспорядки
После обстрела группа алевитов, проживавших в квартале Гази, прошли маршем от джемеви до полицейского участка. Полиция применила против демонстрантов оружие, в результате чего один из алевитов, Мехмет Гюндуз, был убит, а многие другие ранены. Столкновения между участниками демонстрации и полицейскими продолжались всю ночь.

## Суд
Вскрытие 17 тел погибших показало, что как минимум семеро погибли от пуль полиции. Прокурор потребовал арестовать 20 полицейских, которые нарушили пределы необходимой самообороны. 11 сентября 1995 года начался суд, который длился четыре с половиной года, и закончился 3 марта 2000 года.
Суд признал двоих полицейских виновными в убийстве, но 18 других обвиняемых были полностью оправданы. Адем Албайрак, который был заснят в то время, когда вёл огонь из автомата, был приговорён к 96 годам тюрьмы. Позднее его срок был сокращён до 6 лет и 8 месяцев тюремного заключения. Второй полицейский, Мехмет Гюндоган, который был заснят в то время, когда он стрелял по протестующим, был приговорён к 48 годам тюрьмы за убийство двух человек, впоследствии его срок был сокращён до 3 лет девяти месяцев . Верховный суд отменил приговор в отношении полицейских на том основании, что "не ясно, были ли совершены убийства" и дело было пересмотрено Гюндоган и Албайрак были приговорены в общей сложности к четырём годам и 32 месяцам тюремного заключения.
Позднее семьи 22 погибших подали иск в ЕСПЧ. 27 июля 2005 года суд признал Турцию виновной в нарушении статей 2 и 5 Европейской конвенции по правам человека, также согласно постановлению суда Турция должна выплатить компенсации общей суммой в 510 тысяч евро.